# 擬天牛科
擬天牛科（Oedemeridae）是世界性分布的鞘翅目昆蟲，屬於擬步總科。本科由將近100個屬1500種所組成，幼生期多與朽木伴生而成蟲則常發現於花叢。

## 特徵
擬天牛科成員體型中等，身體修長且柔軟。時常可在花朵以及葉子上發現牠們。牠們的頭部缺少狹窄的頸，具有修長並呈現絲狀的觸角；其前胸背板的寬度遠窄於鞘翅，並且缺少側緣；跗節式 5-5-4，在倒數第二節的跗節長有抓附構造---葉狀墊（bilobed）。其前足窩（procoxal cavities）的缺口向後開啟，兩個前足基節相鄰且呈現錐狀。

## 生活史

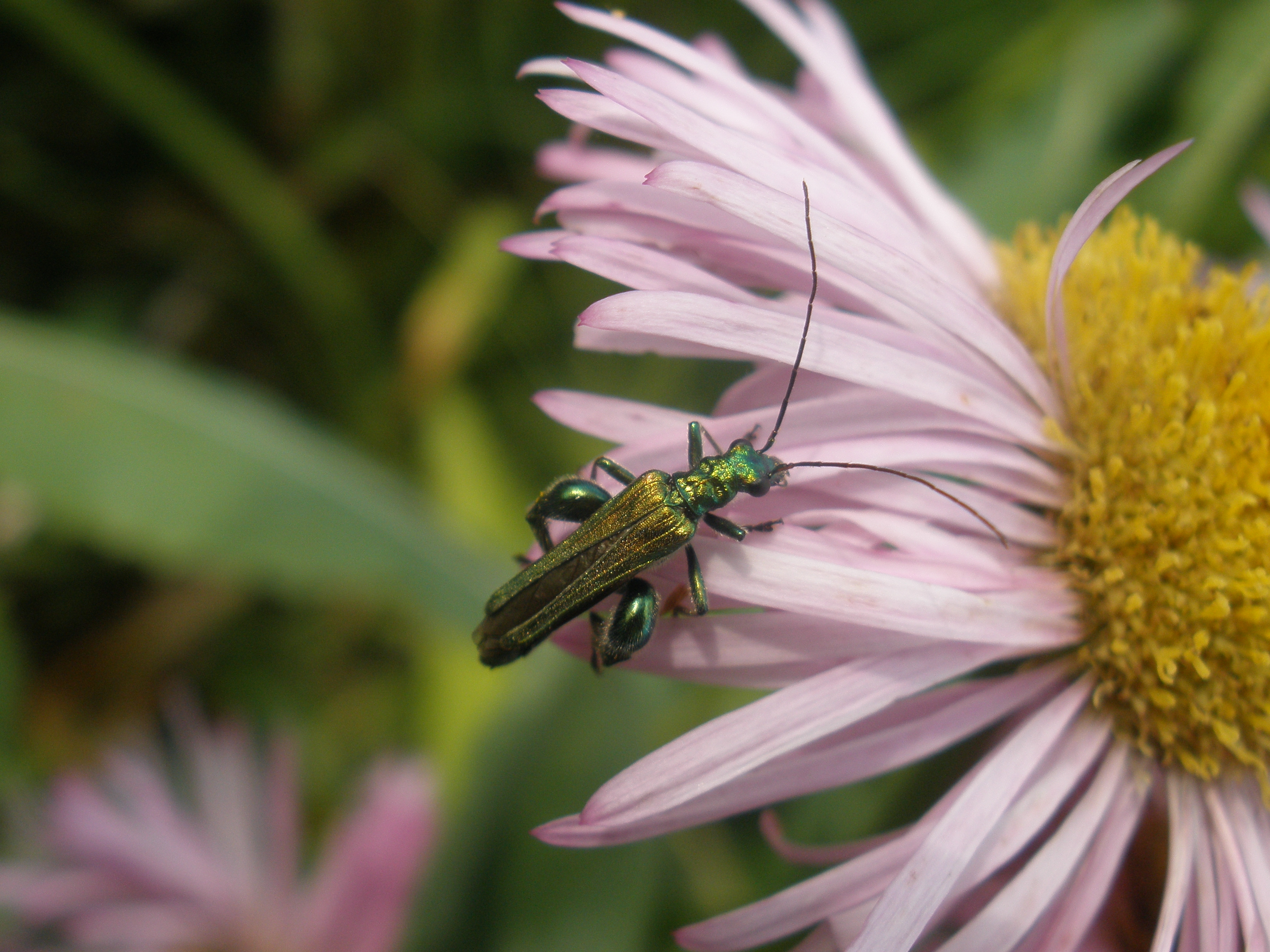
厚腿花甲蟲（Oedemera nobilis）

本科大部分屬的幼蟲具有食木性，會在潮濕的木頭裡挖出隧道，使木頭呈現如同海綿表面般的坑洞，也因此幼蟲的經濟層面的實用性不高。本科當中也有例外，Nacerdes melanura這個種類，俗稱為wharf borer；牠們曾被認為是一種害蟲，不僅能蛀蝕沿海地帶的濕木頭，甚至淹沒於漲潮海水中的木頭也能蛀蝕，因此碼頭、船塢、木樁等也受到牠們蛀蝕的危害。另外，Oedemera以及Stenostoma2個屬的幼蟲會在死亡的草本植物莖部裡成長。
本科成蟲的體液含有有毒的化學物質具毒性的斑蝥素作為其身體的防衛機制。在某些種類身上帶有絢麗的色彩，像金屬藍、金屬綠、金色、以及銅色，通常結合了黃色、橘色還有紅色，但這些亮麗的顏色被視為一種警戒色。生長在溫帶地區的成蟲具有晝行性，並且以花粉、花蜜為主食；而熱帶地區的本科成蟲則屬於夜行性，由於具有趨光性所以在夜晚會受光線吸引。

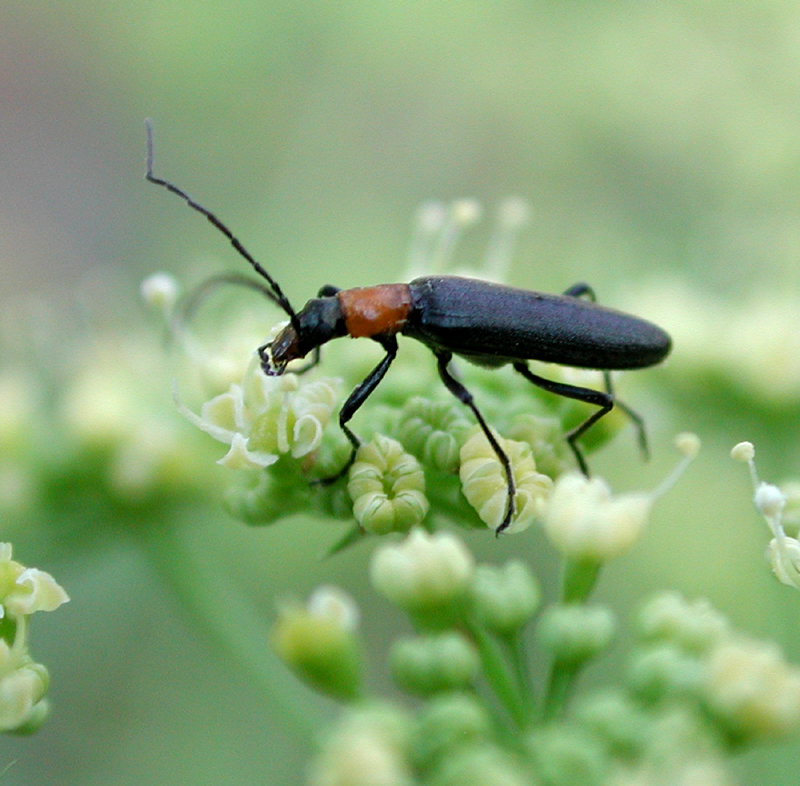
香芹上的擬天牛

## 延伸
- Blister beetle dermatitis（英语：Blister beetle dermatitis）

## 外部連結
- false blister beetles （页面存档备份，存于） on the UF / IFAS（英语：Institute of Food and Agricultural Sciences） Featured Creatures Web site